# Winthemia paraguayensis
Winthemia paraguayensis är en tvåvingeart som först beskrevs av Townsend 1928.  Winthemia paraguayensis ingår i släktet Winthemia och familjen parasitflugor.
Artens utbredningsområde är Paraguay. Inga underarter finns listade i Catalogue of Life.